# The Launch
"The launch" is een nummer van de Nederlandse DJ Jean uit 1999 uit het genre dance. Het nummer stond twee weken op nummer 1 van de Nederlandse Top 40 en werd Dancesmash op Radio 538, maar behaalde deze positie niet in de Mega Top 100. The launch werd met enig succes ook in andere landen uitgebracht, het bereikte onder andere een nummer 2 positie in de Britse charts. De melodie van is van het nummer "The Horn Song" van The Don uit 1998.
Het lied is een EDM-nummer met een vaak terugkomend thema en daarnaast onder meer de zin Get ready for the launch, ingesproken door Natasja Morales.
Het nummer staat op de derde positie van de Dutch Dance 15 van radioprogramma The X Vibe, een lijst met de beste Nederlandse dansproducties ooit gemaakt.